# Lijst van burgemeesters van Schoonhoven
Dit is een lijst van burgemeesters van de voormalige Nederlandse gemeente Schoonhoven in de provincie Zuid-Holland. Schoonhoven is per 1 januari 2015 opgegaan in de nieuwe gemeente Krimpenerwaard.
Tot 1824 had Schoonhoven twee burgemeesters aan het hoofd van de gemeente.
| Ambtsperiode      | Naam burgemeester                           | Partij of stroming | Bijzonderheden                                                                              |
| ----------------- | ------------------------------------------- | ------------------ | ------------------------------------------------------------------------------------------- |
| ? - 1816          | Paulus Wilhelmus Keuchenius                 |                    |                                                                                             |
| 1814 - 1816       | Arnold Milius                               |                    |                                                                                             |
| 1816 - 1817       | Mr. Otto Braet                              |                    |                                                                                             |
| 1817 - 1824       | Justus Johannes van Oosterhout              |                    |                                                                                             |
| 1816 - 1838       | Mr. Johannes van Koetsveld van Ankeren      |                    |                                                                                             |
| 1823, 1838 - 1843 | Jan Cornelis van Limbeek                    |                    |                                                                                             |
| 1846 - 1852       | Daniel Josué de Kruijff                     |                    |                                                                                             |
| 1852 - 1858       | Mr. Felix de Klopper                        |                    |                                                                                             |
| 1858 - 1860       | Mr. Frederik Izaak van Voorthuijsen         |                    |                                                                                             |
| 1860 - 1874       | Jacobus Johannes Groeneveldt                |                    |                                                                                             |
| 1874 - 1891       | Simon Pieter Hendrik Noordendorp            |                    |                                                                                             |
| 1891 - 1893       | Mathile Jacques Chevallier                  |                    |                                                                                             |
| 1893 - 1901       | Mr. Adriaan Dirk Hendrik Kolff              |                    |                                                                                             |
| 1901 - 1915       | Pieter Karel Paul Julius van Sloten         |                    |                                                                                             |
| 1915 - 1924       | Frederik Hendrik van Kempen                 |                    |                                                                                             |
| 1924 - 1925       | Mr. Ferdinand François baron de Smeth       |                    |                                                                                             |
| 1925 - 1932       | Mr. Frederik Lodewijk Johan Eliza Rambonnet |                    |                                                                                             |
| 1932 - 1950       | Albertus Marinus Nieuwenhuisen              |                    |                                                                                             |
| 1950 - 1976       | Jan Aten                                    |                    |                                                                                             |
| 1976 - 1988       | Adri Schouwenaar                            | PvdA               |                                                                                             |
| 1988 - 2005       | Dorothé Wassenberg                          | PvdA               | in 2003 - 2004 was Dick de Cloe waarnemend burgemeester tijdens ziekteverlof van Wassenberg |
| 2005 - 2010       | Dick de Cloe                                | PvdA               | waarnemend                                                                                  |
| 2010 - 2014       | André Bonthuis                              | PvdA               |                                                                                             |